# Kongens gate 10B

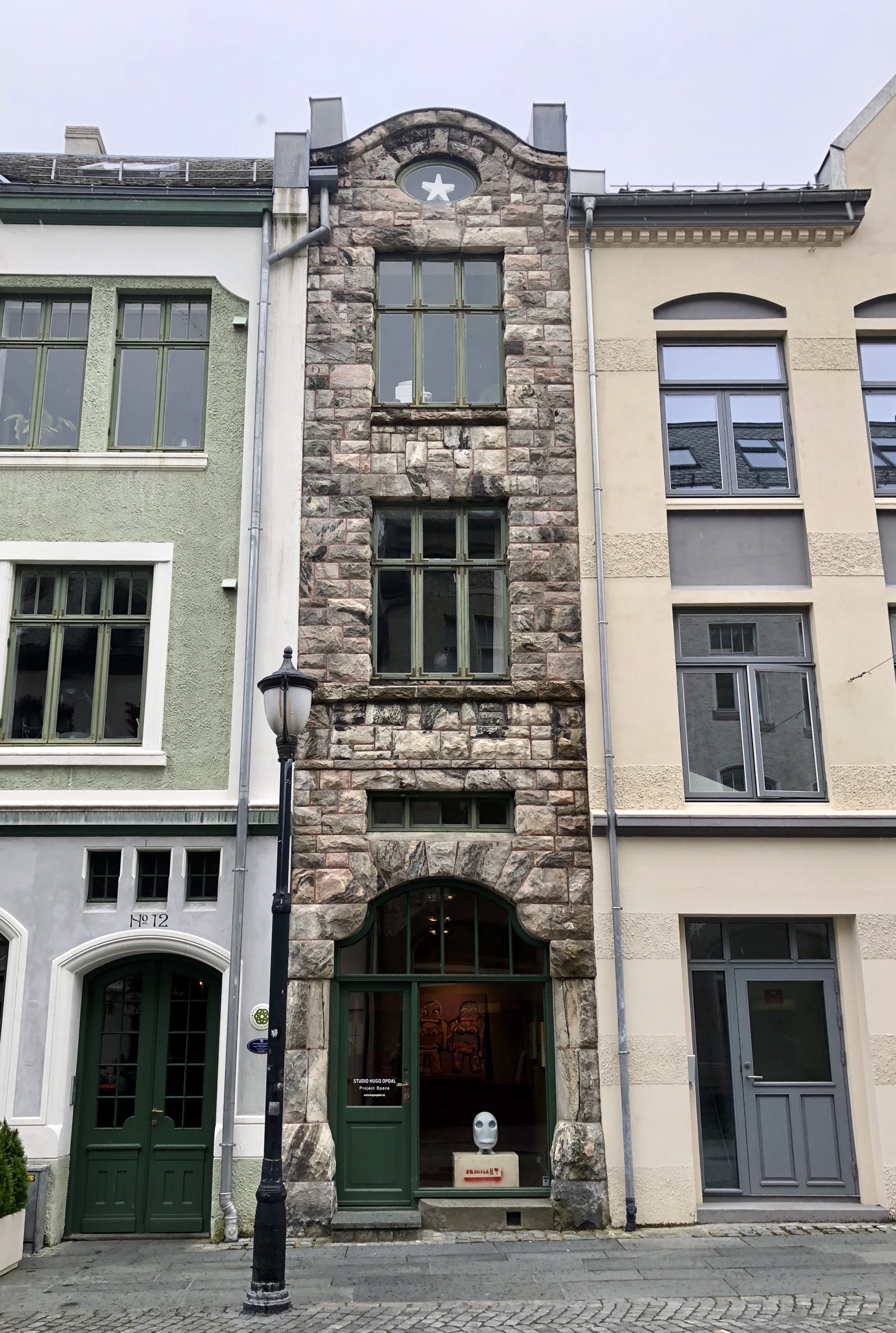
Kongens gate 10B im Jahr 2019

Kongens gate 10B ist ein denkmalgeschütztes Gebäude in der norwegischen Stadt Ålesund.
Es gilt als das schmalste Haus Norwegens und befindet sich in der Ålesunder Innenstadt auf der Ostseite der Kongens gate auf der Insel Nørvøy. Nördlich grenzt das gleichfalls denkmalgeschützte Haus Kongens gate 12 an.
Das Gebäude entstand 1907 im Rahmen des Wiederaufbaus der Stadt nach den Stadtbrand von Ålesund von 1904. Für die Bebauung des schwierig geschnittenen Grundstücks wurde der Architekt Karl Norum beauftragt. Es entstand ein dreigeschossiges Gebäude im Jugendstil, dessen nur 2,94 Meter breite Fassade einachsig ausgeführt wurde. Die für die Fassade eingesetzten Steine stammen aus Eide in Nordmøre. In den hinteren Bereichen weitet sich die Gebäudebreite etwas, die oberen Stockwerke sind jedoch nur über das Nachbarhaus Kongens gate 12 zu erreichen. Die Grundfläche beträgt lediglich 23 m². Im Giebel befindet sich ein ovales Fenster.
Ursprünglich befand sich im Haus die Klempnerwerkstatt Larsen und in den oberen Stockwerken Wohnungen. Das Erdgeschoss wird heute als Ladengeschäft genutzt. Heutiger Eigentümer ist Steinar Giske (Stand 2008). Im Jahr 2008 wurde das Haus gemeinsam mit dem benachbarten Gebäude Kongens gate 12 mit dem norwegischen Denkmalschutzpreis Olavsrosa ausgezeichnet.